# شیرین تکلی
شیرین تکلی (۲۸ فوریه ۱۹۴۴، آنکارا – ۱۳ ژوئن ۲۰۱۷، بودروم) فمینیست، فعال دانشگاهی، مترجم، نویسنده و یکی از پیشگامان موج دوم فمینیسم در ترکیه بود.

## حرفه
در سال ۱۹۶۷، او به ترکیه بازگشت و به عنوان اولین زن دانشگاهی به کرسی علوم سیاسی در دانشگاه استانبول راه یافت. در سال ۱۹۷۳، او مدرک دکترای خود را با پایان‌نامه‌ای درباره نظریه سیستم دیوید ایستون دریافت کرد. در سال ۱۹۷۸، او عنوان دانشیاری خود را با پایان‌نامه‌ای جنجالی درباره مشارکت زنان در سیاست با عنوان "زنان و زندگی اجتماعی سیاسی" (Kadınlar ve Siyasal Toplumsal Hayat) به دست آورد. این پایان‌نامه تأثیر عمیقی بر ایدئولوژی او گذاشت، به طوری که او بعدها گفت:
"من یک فمینیست خجالتی بودم، اما وقتی دانشگاه را تمام کردم، به وضوح دیدم که زنان تحت ستم، استثمار و حذف از حوزه عمومی قرار دارند. این تبعیض‌ها نه به علت سرمایه‌داری، بلکه به علت نفوذ سلطه مردانه در اجتماع بود."
پس از پایان‌نامه، او شروع به کار بر روی انتخابات کرد. او به فرانسه بازگشت و سال تحصیلی ۱۹۷۹–۱۹۸۰ را با بورسیه در مرکز ملی تحقیقات علمی (CNRS) گذراند و در آنجا کارتوگرافی آموخت. در این دوره، او یک پایگاه داده کامپیوتری ایجاد کرد که شامل تمام داده‌های مربوط به انتخابات در ترکیه بود و جامعه‌شناسی انتخابات در مناطق شهری را با ژان رانجر و تیمش مطالعه کرد. در سال‌های ۱۹۸۰–۸۱، او سمیناری درباره جامعه‌شناسی سیاست سازماندهی کرد.

## فعالیت‌ها
پس از ترک دانشگاه، او نقش فعالی در جنبش فمینیستی ترکیه ایفا کرد. او دهه ۸۰ را "سال‌های عمل" نامید و خود را وقف بهبود حقوق زنان و افزایش آگاهی در ترکیه از طریق کمپین‌ها و اعتراضات کرد. در دهه ۹۰، که او آن را "سال‌های نهادسازی" می‌نامد، تکلی بر ایجاد انجمن‌ها و بنیادها متمرکز شد.

### سال‌های فعالیت
پس از تصمیم ترکیه مبنی بر عدم تغییر قانون مدنی مطابق با کنوانسیون رفع همه‌گونه تبعیض علیه زنان (CEDAW)، در سال ۱۹۸۶ او در تهیه‌ی طوماری شرکت کرد که خواستار تغییرات در قانون اساسی، قوانین و رویه‌ها مطابق با این کنوانسیون بود.
در ۱۷ مه ۱۹۸۷، او در اولین اعتراض قانونی پس از کودتای نظامی شرکت کرد و خواستار پایان خشونت خانگی شد.

## جوایز
در سال ۱۹۹۶، او نشان Palmes Académiques را از وزارت فرهنگ فرانسه دریافت کرد.

## زندگی شخصی و مرگ
شیرین تکلی با احمد تکلی، وکیلی که در دوران تحصیل در دانشگاه لوزان با او آشنا شده بود، ازدواج کرد. ازدواج آن‌ها تا سال ۲۰۱۰ تا زمان مرگ همسرس ادامه یافت. شیرین تکلی با یاد همسرش از دارایی‌هایی که برایش به ارث گذاشته بود، برای تأسیس انجمن حمایت از وکلای زن شیرین-احمد تکلی استفاده کرد.
در سال ۲۰۱۷، مرکز مطالعات جنسیت و زنان دانشگاه سابانچی شروع به اعطای جایزه تحقیقاتی به یاد شیرین تکلی کرد. این جایزه برای حمایت و ترویج تحقیقات متمرکز بر جنسیت در ترکیه ایجاد شد.